# Respect (Alliance Ethnik-dal)
A Respect című dal a francia Alliance Ethnik hiphopcsapat 1995-ben megjelent debütáló kislemeze, mely a Simple & Funky című album első kimásolt kislemeze. A dal több országban is sikeres volt, többek között hazájában, Franciaországban, és Belgiumban is. A dalt a legjobb hiphopdalok között jegyzik.
A dal egy 30 másodperces rádióbejátszással kezdődik, melyhez Mel Brooks "It's Good to Be the King Rap Pt 1 című dalát, valamint Roberta Flack és Donny Hathaway Back Toghether Again című dalából is hallani foszlányokat, majd az amerikai rapper Nas Life's a Bitch című dalából hallatszanak részletek. K-Mel a dal elején franciául beszél, majd Vinija Mojica angolul szólal meg, aki egyébként a dal vokális részét énekli. A videóklip fekete-fehérben készült.

## A dal zenei alapja
A Respect című dalhoz az alábbi zenei alapokat használták fel: 
- Roberta Flack & Donny Hathaway-Back Toghether Again[4] (1979)
- MC Lyte-Funky Song[5] (1989)
- Carpenters-Calling Occupants Of Interplanetary Craft[6] (1977)
- Sun-On My Radio[7] (1981)
- De La Soul feat. A Tribe Called A Quest. Dres and Vinija Mojica-What Yo Life Can Truly Be[8] (1991)

## Slágerlistás helyezések
A dal a francia SNEP kislemezlistán a Top 50-ben 33 hétig volt slágerlistás helyezett, majd 1995. január 28-án debütált a 13. helyen, és lépett be, így 22 hétig 2. helyezett volt. A dalt csak a The Cranberries Zombie című slágere előzte meg, de így is arany státuszt kapott hazájában és a 953 legjobban eladott dalok egyike volt Franciaországban.

## Megjelenések
7"  Franciaország Delabel – DE 927767
- A	Respect (Radio Edit) 4:18
- B	Respect (Instrumental) 4:18

12"  UK Delabel – DLBT 5
- A	Respect (Prince Paul's Bag Of Tricks Remix) 4:19 Featuring [Avec] – Vinia Mojica
- B1	Respect (Prince Paul's Project Mix) 4:45 Featuring [Avec] – Vinia Mojica
- B2	Respect (Prince Paul's Bag Of Tricks Instrumental) 4:22